# Theuma parva
Theuma parva là một loài nhện trong họ Gnaphosidae.
Loài này thuộc chi Theuma. Theuma parva được William Frederick Purcell miêu tả năm 1907.